# Günther Josten
Günther Josten né le 7 novembre 1921 et décédé le 7 juillet 2004 est un as de la Luftwaffe lors de la Seconde Guerre mondiale. Il remporta 178 victoires aériennes.

## Biographie
Günther Josten fait partie de ces jeunes loups apparus au milieu de la guerre et qui, malgré la supériorité technique et numérique toujours plus évidente de l'adversaire soviétique, parvint à remporter plus 150 victoires contre eux. Günther Josten entre dans la Luftwaffe en janvier 1940 en pleine campagne de France. En novembre 1941, il est désigné pour servir comme Unteroffizier au Jagdgruppe Drontheim, unité basée en Norvège occupée. Durant cette période, Josten est chargé de défendre des navires allemands ancrés dans les fjords norvégiens des attaques de RAF, ainsi que de fournir une escorte pour les bombardiers qui attaquent les convois alliés dans la mer du Nord.
En septembre 1942, il est transféré à la 1./JG 51 qui combat les forces russes depuis le début de l'invasion allemande, mais au ralenti depuis le début de l'année. C'est seulement après plusieurs missions qu'il remporte sa première victoire confirmée, le 23 février 1943, volant sur chasseur FW 190, sa seconde un mois plus tard. Il devient un as (5 victoires) en abattant trois Il-2 en moins de dix minutes le 10 juin. Mais c'est lors de la bataille de Koursk et c'est lors des combats qui s'ensuivent que la machine Josten va se lancer pour de bon. En seulement trois mois (juillet, août et septembre), le jeune pilote va remporter 76 victoires avec quelques jolis succès ponctuels : un quintuplé le 16 juillet, un septuplé le 7 septembre et encore 8 succès huit jours plus tard, sans compter cinq quadruplés. Près de la moitié sont des Il-2.
Après 82 victoires, Josten est envoyé dans une école de chasse où il sert comme instructeur. Il retourne au combat en 1944 et le 5 février 1944, l'Oberfeldwebel Josten est récompensé avec la croix de chevalier de la croix de fer. Le 11 mai, il est promu Leutnant. À la même époque, le I./JG 51 troque ses FW 190 contre des Bf 109G en raison des pertes subies à l'Ouest. Ce changement ne change en rien les compétences du jeune pilote de 22 ans. Nommé Staffelkapitän de la 3./JG 51 le 18 juillet 1944, Josten atteint la barre magique des 100 victoires deux jours plus tard. Le 18 septembre, il intercepte et descend un B-17 au-dessus de la Pologne. L'as enchaîne ensuite les missions et réalise doublés et triplés sans discontinuité.
Le 16 février 1945, Josten est l'un des derniers as allemands à atteindre 150 victoires (en réalisant notamment un quintuplé). Après 161 victoires, l'Oberleutnant Josten devient le 810e récipiendaire des Feuilles de Chêne, le 28 mars 1945. Nommé Kommandeur du IV./JG 51 le 12 avril, Josten obtient ses dernières victoires du conflit le 25 avril en descendant pas moins de sept avions soviétiques. Le 28, il laisse le IV./JG 51 à Heinz Lange (en).
Günther Josten a exécuté un total de 420 missions et abattu 178 avions ennemis, tous soviétiques à l'exception du quadrimoteur américain. Son adversaire principal fut sans conteste le Il-2 "Sturmovick" dont 70 tombèrent sous ses coups. Chose beaucoup plus rare, l'as allemand n'a jamais été abattu par un adversaire. Son frère Reinhard Josten combattait également au sein de la JG 51. Il sera tué de retour d'une mission le 21 avril 1942.
Le 2 mai 1945, l'Oberleutnant Günther Josten se livre aux troupes américaines. Après être resté quelque temps en captivité, Josten tente sa chance dans la vie civile, néanmoins, comme beaucoup d'autres ex-pilotes dans l'après-guerre, il finit par rentrer dans le Bundesluftwaffe en 1956. En 1962, Erich Hartmann lui remet le commandement de la Jagdgeschwader 71 "Richthofen", fonction qu'il garde jusqu'à sa retraite le 31 mars 1981, avec comme grade final Oberst. Günther Josten s'est éteint le 7 juillet 2004, à 82 ans.